# Pepeljuga
 Ovo je glavno značenje pojma Pepeljuga. Za druga značenja pogledajte Pepeljuga (razdvojba).
Pepeljuga je bajka o lijepoj djevojci koja je ostala bez roditelja, a živjela je s maćehom i ružnim polusestrama. Pepeljuga je bila tlačena s njihove strane. Radila je sve kućanske poslove, a nije joj bilo dopušteno ni spavati u krevetu, već je spavala pored ognjišta.
Jednog je dana u njihovu carstvu izašao proglas da kraljevska obitelj održava bal u sinovu čast, kako bi ondje mogao izabrati svoju buduću suprugu. Pozvane su sve djevojke iz carstva. Pepeljuga se silno radovala balu, ali je maćeha nije pustila, već joj je zapovjedila da radi kućanske poslove. Utučena Pepeljuga plakala je dok su joj maćeha i polusestre odlazile na dvor. Nedugo potom u njihovoj se kući stvorila dobra vila i načinila joj haljinu i staklene cipelice u kojoj će otići na bal. Još k tomu je stvorila i prekrasnu kočiju s konjima bijelcima. Upozorila je Pepeljuga da će čarolija trajati sve dok bat ne otkuca ponoć posljednji put. Pepeljuga se zaputila na dvor i odmah je ljepotom zasjenila sve prisutne, tako da je princ plesao samo s njom čitavu večer. Sati su prolazili, i ponoć je došla. Sjetivši se vilinih riječi, Pepeljuga je brže-bolje pobjegla s dvora. U žurbi joj se izula jedna staklena cipelica, koja je ostala princu kao jedina uspomena na nju. On nije znao ni kako se ona zove. 
Pepeljuga se vratila kući prije svoje maćehe i dviju sestara. One nisu ni slutile da je djevojka koja je čitavo vrijeme plesala s princem upravo Pepeljuga. No, princ ju nije mogao tako lako zaboraviti. Obišao je čitavo carstvo noseći staklenu cipelicu, kako bi našao djevojku kojoj savršeno pristaje. Ljubomorna maćeha isprva nije htjela reći da ima još jednu kćer, ali je na prinčevo inzistiranje ipak pozvala Pepeljugu da proba cipelicu. Njoj je savršeno pristala, a princ je u prašnjavoj djevojci prepoznao onu u koju se zaljubio. Vjenčali su se i živjeli sretno.